# Herman Grimm

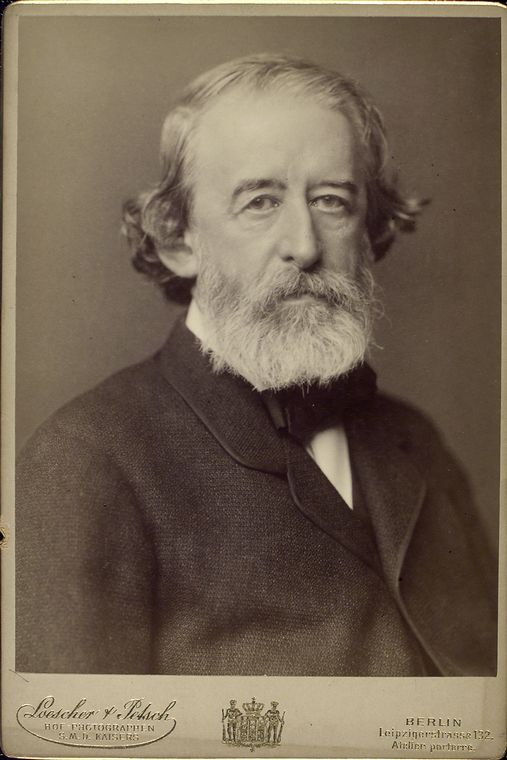
Herman Grimm (1883)

Herman Friedrich Grimm (* 6. Januar 1828 in Kassel; † 16. Juni 1901 in Berlin) war ein deutscher Kunsthistoriker und Publizist.

## Leben

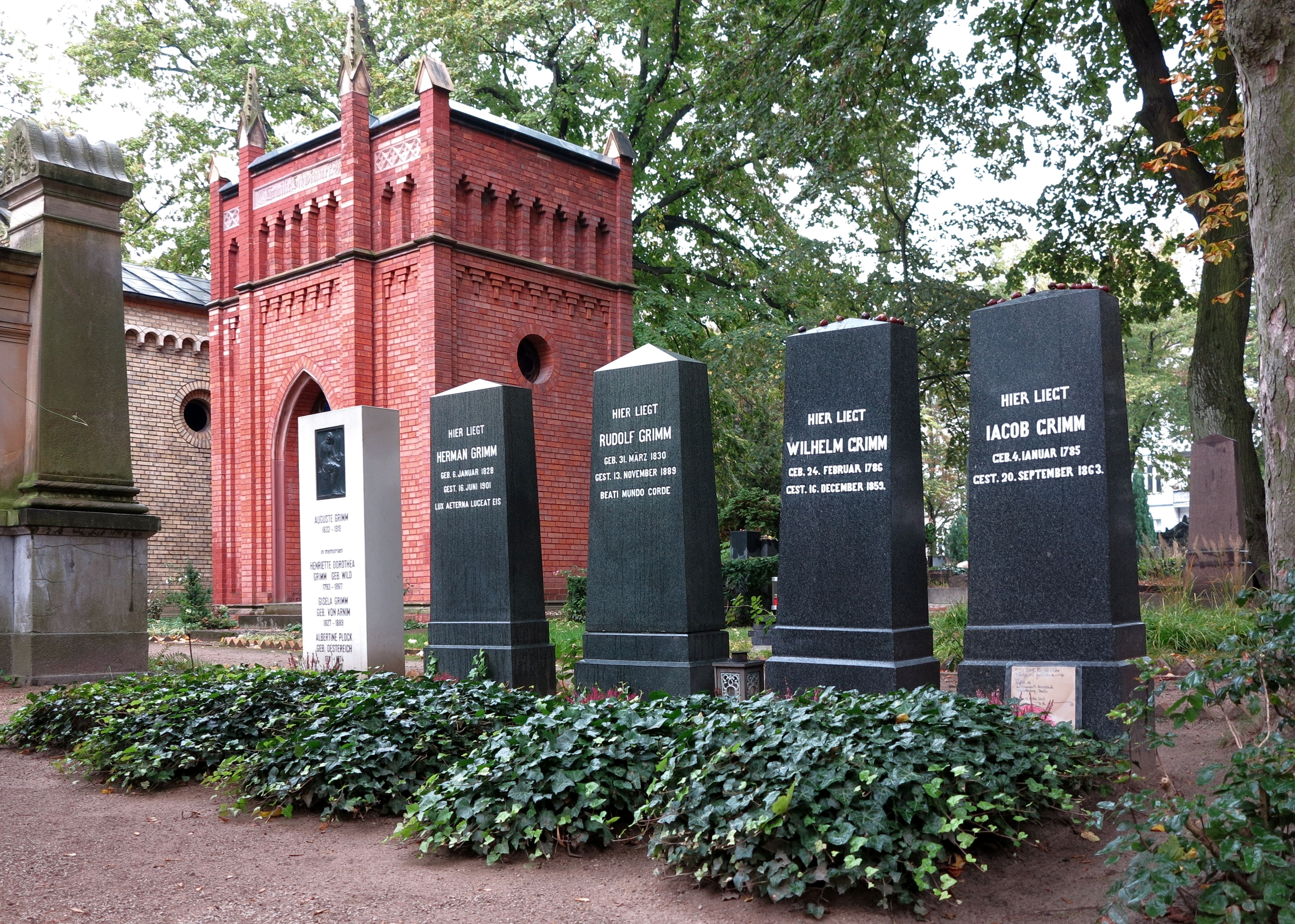
Grabstätte von Herman Grimm, seines Vaters, Onkels sowie zweier Geschwister auf dem Alten St.-Matthäus-Kirchhof Berlin

Herman Grimm war der  Sohn von Wilhelm Grimm und dessen Ehefrau Dorothea, geb. Wild. Er war Schüler des Historikers Leopold von Ranke. Grimm lebte seit 1841 in Berlin. Er gehörte zum Freundeskreis der Goethe-Freundin Bettina von Arnim, deren und Achim von Arnims Tochter Gisela er am 25. Oktober 1859 heiratete.
Nach seinen 1847 begonnenen juristischen und philologischen Studien wurde er schließlich 1868 in Leipzig promoviert und habilitierte sich anschließend 1870 in Berlin. 1873 wurde er als Professor für Neue Kunstgeschichte an die Universität Berlin berufen, wo er bis zu seinem Tode lehrte. Sein Nachfolger wurde Heinrich Wölfflin. Zudem gehörte er zu den Mitbegründern der Goethe-Gesellschaft und war einer der Herausgeber der Weimarer Ausgabe von Goethes Werken. Im Jahr 1867 lernte Grimm den Literaturkritiker und -historiker Julian Schmidt kennen, der Grimms Roman Unüberwindliche Mächte rezensiert hatte. Zwischen den Ehepaaren Schmidt und Grimm entstand eine intensive Freundschaft, welche durch die direkte Nachbarschaft in Berlin zudem gefördert wurde.
Herman Grimm starb 1901 nach längerer Krankheit im Alter von 73 Jahren in Berlin. Er wurde auf dem Alten St.-Matthäus-Kirchhof in Schöneberg beigesetzt. Dort ruht er neben den Ehrengräbern von Wilhelm und Jacob Grimm.

## Auszeichnungen
- 1884 wurde ihm der Titel „Geheimer Regierungsrat“ verliehen.
- 1891 erhielt er den Bayerischen Maximiliansorden für Wissenschaft und Kunst.
- 1896 wurde er Mitglied der Friedensklasse des Ordens Pour le Mérite.
- 1896 wurde er in die American Academy of Arts and Sciences gewählt.

## Nachlass
Der wissenschaftliche und private Nachlass von Herman Grimm (1828–1901) sowie Teilnachlässe der Brüder Jacob und Wilhelm Grimm und anderer Familienmitglieder werden im Hessischen Staatsarchiv Marburg (Bestand 340 Grimm) verwahrt. Er hat einen Umfang von rund 30 lfd. Metern und umfasst die Jahre von 1698 bis 1949. Der Bestand ist vollständig erschlossen und über Arcinsys Hessen online recherchierbar.

## Veröffentlichungen (Auswahl)
- Leben und Werk Raffaels.  Phaidon Verlag, Essen 1997, ISBN 3-88851-209-3 (früherer Titel „Das Leben Raphael's“).
- Novellen. Berlin 1856; Nachdruck Verlag Zbinden, 1966.
- Neue Essays über Kunst und Literatur. Dümmler, Berlin 1865.
- als Hrsg.: Über Künstler und Kunstwerke. 2 Jahrgänge. Dümmler, Berlin 1865–1867.[4]
- Leben Michelangelos. 3 Bände. Carl Rümpler, Hannover 1868.
- Homers Ilias. 2 Bände. Hertz, Berlin 1890–1895.
- Albrecht Dürer. Lüderitz, Berlin 1866.
- An die Freunde. [Vorwort] In: Gisela von Arnim: Alt Schottland. Drama in fünf Akten. Hertz, Berlin 1890, S. IX ff. (Digitalisat).
- Achim von Arnim und die ihm nahe standen. Lang, Bern 1970 (Reprint der Ausgabe Stuttgart 1904).
- Aufsätze zur Literatur. Bertelsmann, Gütersloh 1915.
- Aufsätze zur Kunst. Bertelsmann, Gütersloh 1915.
- Goethes Freundschaftsbund mit Schiller. Vorlesungen (= Reclams Universalbibliothek. Band 7174). Reclam, Leipzig 1949 (Nachdruck der Ausgabe Leipzig 1932).
- Deutsche Künstler. Sieben Essais. Kröner, Stuttgart 1942 (= Kröners Taschenausgabe. Band 184).
- als Hrsg.: Deutsche Sagen. (von Jacob und Wilhelm Grimm, zwei Bände: 1816, 1818) 3. Auflage 1891.
- Vom Geist der Deutschen. Gedanken. Ein Brevier. Herbig, Berlin 1940.
- Goethe. Vorlesungen gehalten an der Kgl. Universität zu Berlin. 2 Bände. Cotta, Stuttgart 1923.
- Die Akademie der Künste und das Verhältniß der Künstler zum Staate. Hertz, Berlin 1859.
- Goethe in Italien. Vorlesung, gehalten zum Besten des Goethedenkmals in Berlin. Hertz, Berlin 1859.
- Die Cartons von Peter von Cornelius in den Sälen der Königl. Akademie der Künste zu Berlin. Hertz, Berlin 1859.
- Unüberwindliche Mächte. Roman. 3 Bände. Hertz, Berlin 1867.
- als Hrsg.: Briefwechsel zwischen Jacob und Wilhelm Grimm aus der Jugendzeit. Böhlau, Weimar 1881.
- Zehn Ausgewählte Essays zur Einführung in das Studium der neueren Kunst. Dümmler, Berlin 1883. doi:10.11588/diglit.2088
- Michelangelo. Sein Leben in Geschichte und Kultur seiner Zeit, der Blütezeit der Kunst in Florenz und Rom. Stuttgart 1907 (Reprint Safari-Verlag, Berlin 1967).
- Das Kind. In: Deutscher Novellenschatz. Hrsg. von Paul Heyse und Hermann Kurz. Band 6. 2. Auflage. Berlin [1910], S. 275–356. In: Thomas Weitin (Hrsg.): Volldigitalisiertes Korpus. Der Deutsche Novellenschatz. Darmstadt/Konstanz 2016. (Digitalisat und Volltext im Deutschen Textarchiv)
- Das Jahrhundert Goethes. Erinnerungen und Betrachtungen zur deutschen Geistesgeschichte des neunzehnten Jahrhunderts. Kröner, Stuttgart 1948 (= Kröners Taschenausgabe. Band 193).

## Briefe
- Im Namen Goethes. Der Briefwechsel Marianne von Willemer und Herman Grimm. Hrsg. und eingeleitet von Hans Joachim Mey. Insel Verlag, Frankfurt/M. 1988.
- Frederick W. Holls (Hrsg.): Correspondence between Ralph Waldo Emerson and Herman Grimm. Kennikat Press, London 1971 (= Literary America in the 19th Century).
- Briefwechsel der Brüder Grimm mit Herman Grimm (einschließlich des Briefwechsels zwischen Herman Grimm und Dorothea Grimm, geb. Wild). Hrsg. von Holger Ehrhardt, Kassel/Berlin 1998 (= Werke und Briefwechsel der Brüder Grimm. Kasseler Ausgabe. Abt. Briefe, Band 1), ISBN 3-929633-63-9.
- Briefwechsel Robert und Clara Schumanns mit Korrespondenten in Berlin 1832 bis 1883. Hrsg. von Klaus Martin Kopitz, Eva Katharina Klein und Thomas Synofzik (= Schumann-Briefedition, Serie II, Band 17), Dohr, Köln 2015, ISBN 978-3-86846-028-5, S. 53–86.